# Valentin Conrart
Valentin Conrart, född 1603, död 23 september 1675, var en fransk författare.
Conrart var en lärd kompilator, av vars sällsynta verk förvaras 42 manuskriptvolymer i arsenalbiblioteket i Paris. Sin betydelse för fransk litteratur han har haft genom att i sitt hus i Rue Saint-Martin kring sig samla den grupp, som Richelieu 1635 gjorde till Franska Akademien, vars första sekreterare Conrart blev.